# Жеральд Дондон
Жеральд Дондон (фр. Gérald Dondon, нар. 4 жовтня 1986, Фор-де-Франс) — мартиніканський футболіст, захисник клубу «Клуб Колоніаль» та національної збірної Мартиніки.

## Клубна кар'єра
У дорослому футболі дебютував 2004 року виступами за команду «Олімпік Марін», в якій провів два сезони. В подальшому виступав на батьківщині за клуби «Голден Стар», «Каз-Пілот» та «Рив'єр-Пілот». З 2014 року став виступати за команду «Клуб Колоніаль».

## Виступи за збірну
15 вересня 2008 року дебютував в офіційних матчах у складі національної збірної Мартиніки в зустрічі проти збірної Сент-Вінсенту і Гренадин (3:0).
У складі збірної був учасником розіграшу Золотого кубка КОНКАКАФ 2017 року у США, проте на поле не виходив.